# بی‌چشمی
بی‌چشمی یا آنوفتالمی (انگلیسی: Anophthalmia) یک اصطلاح پزشکی و به معنی فقدان وجود یک یا هر دو چشم در فرد است. بی‌چشمی نوعی ناهنجاری یا ناهنجاری مادرزادی است که در آن کودک بدون کره چشم متولد می‌شود. بی‌چشمی می‌تواند یک طرفه یا دو طرفه باشد.
بی‌چشمی نه‌تنها به علت عدم وجود بینایی بلکه به دلیل بدشکلی حدقه، پلک‌ها و حفره چشمی ممکن است منجر به مشکلات جدی در کودک شود. درمان زودهنگام با بسط‌دهنده‌های مختلف و جراحی، درصورت لزوم، به کاهش نامتقارنی کره چشم و بدشکلی‌های ظاهری در این کودکان کمک خواهد کرد.

## علل
بی‌چشمی یک بیماری بسیار نادر است و بیشتر ریشه در ناهنجاری‌های ژنتیکی دارد. همچنین می‌تواند با سایر سندرم‌ها همراه باشد. جهش‌های ژنتیکی، ناهنجاری‌های کروموزومی و محیط پیش از تولد همگی می‌توانند باعث آنوفتالمی شوند.
بی‌چشمی زمانی رخ می‌دهد که رشد صحیح و کامل نورواکتودرم وزیکل اپتیک اولیه از صفحه عصبی قدامی لوله عصبی در طول تکامل جنینی متوقف شود.
بی‌چشمی و خُردچشمی (میکروفتالمی) همچنین می‌تواند به دلیل مصرف برخی از داروها مانند ایزوترتینوئین یا تالیدومید در دوران بارداری ایجاد شود. این داروها می‌توانند به الگویی از نقایص مادرزادی منجر شوند که بی‌چشمی و خردچشمی هم می‌تواند جزو آن‌ها باشد.‎